# كارول جورمان
كارول جورمان (بالإنجليزية: Carol Gorman)‏ هي كاتِبة وكاتبة للأطفال أمريكية، ولدت في 16 فبراير 1952 في آيوا في الولايات المتحدة.